# Бассо, Иван
Иван Бассо (итал. Ivan Basso; род. 26 ноября 1977) — профессиональный итальянский велогонщик. Бассо является двукратным победителем одной из трёх самых сложных и продолжительных веломногодневок — Giro d’Italia, победив на ней в 2006 году, выступая за команду CSC, и в 2010 году, выступая за Liquigas-Doimo.

## Биография
Иван родился в Галларате, в провинции Варесе (Ломбардия). Там он рос по соседству с Клаудио Кьяпуччи — трёхкратным победителем этапов Тур де Франс.
В любительской карьере он был вторым на молодёжном чемпионате мира в 1995 году. Его первым большим достижением стала победа на чемпионате мира в 1998 году в категории U-23. В 1999 году он переходит в профессиналы и начинает выступать за команду Riso Scotti-Vinavil, выступая на своей первой Джиро. Он не закончил ту гонку, но именно тогда зародилась мечта выиграть её однажды. В 2000 Бассо одерживает первые профессиональные победы на Regio Tour.

### Многообещающие результаты
В 2001 году он переходит в команду Fassa Bortolo под руководством спортивного директора Джанкарло Ферретти. Иван одерживает несколько побед в сезоне и дебютирует на Тур де Франс. В следующие два года у Бассо не было существенных побед. Однако в этот период в 2002 году он выигрывает белую майку веломногодневки Тур де Франс — майка лучшего молодого гонщика (до 25 лет) — финишируя 11-м в общем зачёте Тура.
На Туре 2003 года он поражает многих, приехав седьмым в общем зачете; причём сделав это практически без поддержки команды. В первой части гонки все усилия команды были направлены на поддержку их спринтера — Алессандро Петакки — который выиграл 4 этапа. После этого в команде произошло массовое отравление и на поддержку Ивана осталось всего 2 человека. После многообещающего начала его карьеры в Fassa Bortolo, отношения с Ферретти стали ухудшаться. Ферретти много требовал от Бассо и считал, что он недостаточно побеждает.

### Прямой наследник
Несмотря на неутихающие слухи о том что Бассо перейдет в команду Армстронга — US Postal Service, в 2004 году он подписывает контракт с командой CSC под управлением Бьярне Рииса. В CSC Бассо должен был заполнить роль лидера команды, после того как её покинул Тайлер Хэмилтон. Основной слабостью Ивана был раздельный старт (ITT), и перед началом сезона он со своим товарищем по команде Карлосом Састре едет в Массачусетский технологический институт для улучшения этого компонента подготовки, проведя серию тренировок в аэродинамической трубе. Улучшение индивидуального хода было одной из основных целей в течение следующих лет.

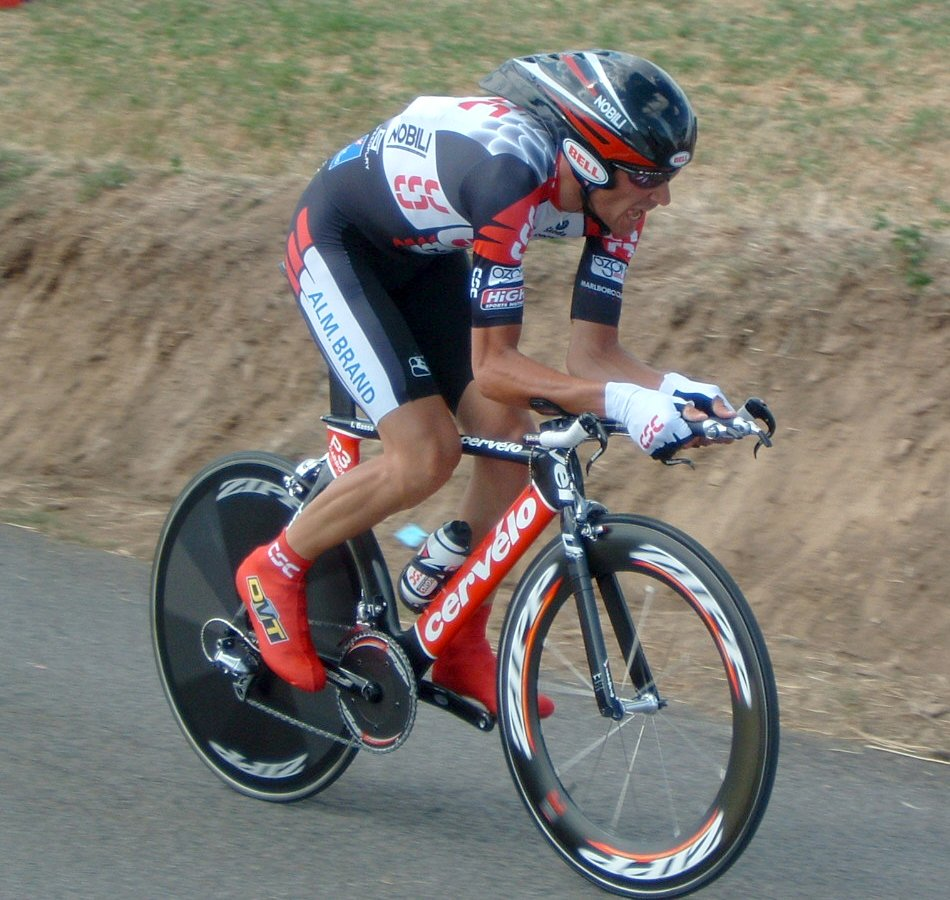
Иван Бассо на 20-м этапе Тур де Франс 2005 года

Бассо смотрелся очень хорошо на Тур де Франс в 2004 году, выиграв 12 этап опередив Лэнса Армстронга; это его первая победа с 2001 года. За общий зачет он ещё по-прежнему не мог бороться из-за относительно слабого индивидуального хода. На 16 этапе (разделка в гору к Alpe d’Huez) он показал 8 результат, а на 19 этапе (финальная разделка) он финишировал 6. В итоге только на этих двух этапах Бассо проиграл более 5 минут, пропустив вперёд не только Армстронга, но и Клёдена. Общее отставание от победителя составило 6 минут 40 секунд. В течение этой гонки Бассо узнает, что у его матери обнаружен рак. Армстронг, переживший эту болезнь сам, предоставляет полную поддержку Ивану. С этого момента они становятся друзьями-соперниками. Заканчивает этот сезон Бассо гонкой на чемпионате мира в Вероне, помогая своему товарищу по команде Луке Паолини, который выигрывает бронзовую медаль.
В январе 2005 года мать Бассо умирает, после продолжительной борьбы с болезнью. Бассо сфокусировался на Джиро как на главной цели этого сезона, он хотел посвятить свою победу в память о матери. Он лидировал в гонке пока серьёзные проблемы с пищеварением не застали его на 13 этапе. На 14 этапе он теряет 40 минут в подъёме на Passo Stelvio, но продолжает бороться. Именно этот этап полностью проявляет характер Бассо. Он говорит: «Я не сойду и буду ехать эту гонку пока меня не увезут в машине скорой помощи». Возможно именно этот этап стал переломным в карьере Ивана и его карьеру можно разделить на до и после… Бассо доезжает этап, но все шансы на общую победу исчезли. Иван продолжает гонку, выигрывая 17-й горный этап и 18 этап (гонка на время), показывая какой прогресс был достигнут в его подготовке.
На Тур де Франс 2005 года он начал гонку относительно слабо, проиграв на 10 этапе 1 минуту первой группе. Но дальше Бассо был единственным гонщиком, который держался с Армстронгом в горах и атаковал его. Бассо был всё ещё слабее Армстронга в гонках на время, проиграв в этом виде около 4 минут. Его общее отставание составило 4 минуты 40 секунд. В течение этого Тура Бассо подписал 3-летний контракт со своей командой CSC, который был расторгнут в 2006 году из-за допингового скандала.

### Giro d’Italia 2006

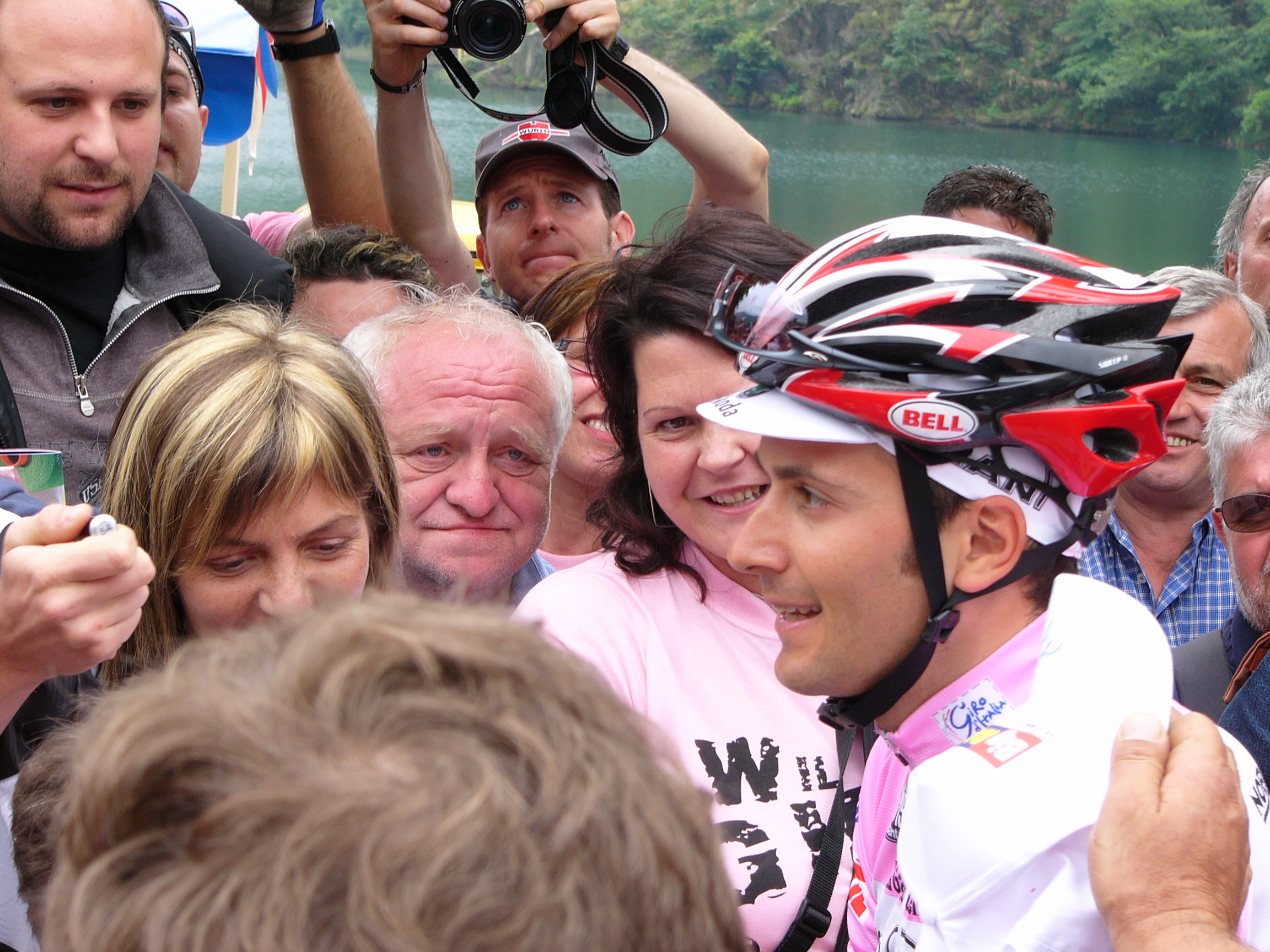
Бассо на Giro d’Italia 2006 года

После его 28-го места в общем зачете Джиро 2005 года, Бассо вернулся на эту трассу в 2006 году, чтобы победить. После бледного начала на прологе, Бассо со своей командой CSC выигрывают 5 этап — командную гонку на время. Далее Иван выигрывает 8 этап с финишем на Passo Lanciano, опередив Дамиано Кунего. Бассо становится лидером общего зачета и надевает Maglia Rosa, которую уже не отдаст никому до финиша гонки. В течение последней недели преимущество Бассо стало просто огромным, поскольку Иван постоянно опережал своих соперников, выиграв ещё 2 этапа (16-й и 20-й). На 20-м этапе Бассо финишировал первым, с фотографией своего сына, родившегося накануне, и которого он ещё не видел. В итоге преимущество Бассо над ближайшим соперником составило 9 минут 18 секунд. После окончания Джиро Иван объявил, что он также намерен бороться за победу на Тур де Франс 2006 года.

### Операция Пуэрто и Тур де Франс 2006
30 июня 2006 года организаторы Тур де Франс объявили, что множество гонщиков, включая Ивана Бассо не могут стартовать на Туре из-за подозрения о причастности их к Операции Пуэрто, проходящей в Испании. Формальных обвинений не было выдвинуто, однако имелось соглашение между менеджерами команд Про-Тура — так называемый «Кодекс Чести», согласно которому любой гонщик, который подозревается в употреблении допинга, не может принимать участие в гонках Про-Тура. Это вынудило CSC отстранить Бассо от участия в Туре. Осенью 2006 года итальянская федерация останавливает расследование относительно Бассо. Но команда CSC всё равно разрывает с ним контракт. В ноябре Бассо подписывает контракт с командой Discovery Channel.

### Расследование по Операции Пуэрто возобновлено
Казалось бы что все обвинения в прошлом. Однако зимой 2007 года ДНК-тест Ульриха даёт положительный результат. В Испании публикуются новые материалы по Операции Пуэрто. Итальянская федерация возобновляет расследование относительно Бассо. 24 апреля Дискавери временно приостанавливает участие Бассо во всех соревнованиях. Иван вынужден разорвать контракт со своей новой командой, это происходит 30 апреля 2007 года. Участие в Джиро 2007 отменяется.
Бассо выступил перед Итальянским Олимпийским Комитетом 2 мая, где признал свою причастность к Операци Пуэрто. Позже на своей пресс-конференции он сказал, что это была лишь попытка воспользоваться допингом и, что использование крови планировалось в ходе Тур де Франс 2006, а до этого он допинг не применял. Также он сказал, что осознает, что попытка воспользоваться допингом эквивалентна использованию допинга и он готов принять свою дисквалификацию, чтобы потом вернуться к гонкам.
15 июня Иван получает двухлетнюю дисквалификацию. Было учтено то время, в которое он не мог выступать за свою команду CSC и позже Discovery Channel. Таким образом срок дисквалификации заканчивается 24 октября 2008 года.

### Возвращение после Операции Пуэрто
25 апреля 2008 года было объявлено о подписании 2-летнего контракта Ивана Бассо с командой Liquigas.
Президент Liquigas Sport, Паоло Дал Лаго, сказал: «Это было спорное, но всё же осознанное решение… Спортивная судебная система очень строго наказала Ивана, но несмотря на это он принял своё наказание спокойно, со здравой самокритикой. Этим он заработал уважение в глазах общественности и своих коллег». Также Паоло добавил: «Иван самый большой талант в итальянском велоспорте».
"С помощью Ивана мы будем добиваться абсолютного лидерства в профессиональном велоспорте в 2009 и 2010 годах, " — сказал менеджер команды Роберто Амадио.
Первой гонкой Ивана за новую команду стала Japan Cup (26 октября 2008 года). Бассо финишировал третьим, уступив в финишном спринте Кунего и Висконти.
Первая победа после дисквалификации приходит к Ивану 25 апреля 2009 года. Он побеждает в генеральной классификации Джиро дель Трентино — гонке, которая обычно является важным этапом в подготовке к Джиро д’Италия.
На самой же Джиро Бассо становится лишь пятым. Ключевым этапом стала 60-километровая гонка с раздельным стартом, где Иван проиграл победителю более двух минут. После этого были атаки в горах, которые практически ничего не принесли. После того как Бассо потерял все шансы попасть на подиум гонки, он помог на последнем горном этапе сокапитану команды Франко Пеллицотти в борьбе за третье место в генеральной классификации.
Позже Иван финиширует на 4-м месте в испанской Вуэльте. Но результаты 2009 года были совсем не теми, какие он ожидал сам и какие от него ждали его болельщики.

### Giro d’Italia 2010

Иван Бассо на последнем этапе Джиро д’Италия 2010 года

После неудач прошлого сезона, Бассо решает изменить свою подготовку. В прошлом году для того, чтобы вкатиться в гонки, его календарь был слишком насыщенным. В 2010 году до Джиро Иван проезжает всего пару гонок, и те в тренировочном режиме, не оглядываясь на результат.
Как и в 2006 году, после не очень убедительного выступления в прологе, Иван с командой выигрывают командную гонку на время. Но уже через пару дней на этапе по грунтовым дорогам до Монтальчино в скверную погоду, теряет всё заработанное преимущество, проиграв там более 2-х минут. На 11 этапе классификация перекраивается полностью, когда большая группа уезжает на почти 13 минут. Бассо в итоге оказывается в генеральной классификации лишь 15-м с отставанием почти 12 минут.
Однако дальше на каждом этапе он со своей командой Liquigas начинают сокращать отставание. Иван выигрывает 15 этап с финишем в горе Монте Дзонколан, привезя ближайшему преследователю Кэделу Эвансу почти полторы минуты, у лидера же гонки он отыграл почти 4 минуты. И уже на 19 этапе, с прохождением легендарного перевала Mortirolo, Бассо надевает розовую майку лидера. В которой и финиширует в Вероне 30 мая, выиграв свою вторую Джиро д’Италия. Впервые Гранд-тур выигрывает гонщик, вернувшийся после двухлетней дисквалификации.

## Основные этапы карьеры
| 1998 - Победа на чемпионате мира в категории U-23 1999 Переход в профессионалы, контракт с командой Riso Scotti-Vinavil 2000 Переход в Amica Chips. - этапы 1 и 3B на Regio Tour 2001 Переход в Fassa Bortolo - Этап 1 — Tour Méditerranéen - Этап 5 — Bicicleta Vasca - Этап 5 — Österreich Rundfahrt 2002 - 11 место в общем зачёте Тур де Франс - Белая майка Тура, как лучшему молодому гонщику 2003 - 7 место в общем зачете Тур де Франс 2004 Переход в команду Team CSC - 12 этап Тур де Франс, 3 место в общем зачете - Giro dell’Emilia - Grand Prix Jyske Bank 2005 - этапы 17 и 18 на Джиро д’Италия - этапы 1, 2, 3, 5 и общий зачет на Danmark Rundt - 2 место в общем зачете Тур де Франс | 2006 - этапы 5 (TTT), 8, 16, 20 и общий зачет Giro d’Italia. - Azzurri d’Italia - этап 2 и общий зачет Critérium International - этап 2B Circuit de la Sarthe Разрыв контракта с Team CSC и подписание контракта с Discovery Channel 2007 Рызрыв контракта с Discovery Channel 2008 Подписание 2-летнего контракта с командой Liquigas 2009 - Джиро дель Трентино 2010 - Продление контракта с Liquigas-Doimo до конца 2012 г. - Этапы 4 (TTT), 15 и общий зачет Giro d’Italia 2011 - Gran Premio di Lugano - этап 4 и Общий зачёт Giro di Padania 2012 - Продление контракта с Liquigas-Cannondale до конца 2014 г. - Кубок Японии 2014 - 15 на Джиро д’Италия Рызрыв контракта с Cannondale 2015 Подписание 2-летнего контракта с командой Tinkoff-Saxo |

## Выступления на Гранд-Турах
| Гранд Тур       | 1999 | 2000 | 2001 | 2002 | 2003 | 2004 | 2005 | 2006 | 2007 | 2008 | 2009 | 2010 | 2011 | 2012 | 2013 | 2014 | 2015 |
| --------------- | ---- | ---- | ---- | ---- | ---- | ---- | ---- | ---- | ---- | ---- | ---- | ---- | ---- | ---- | ---- | ---- | ---- |
| Джиро д’Италия  | сход | 52   | -    | -    | -    | -    | 28   | 1    | -    | -    | 3    | 1    | -    | 5    | -    | 15   | 51   |
| Тур де Франс    | -    | -    | сход | 11   | 7    | 3    | 2    | -    | -    | -    | -    | 31   | 7    | 25   | -    | -    | сход |
| Вуэльта Испании | -    | -    | -    | -    | -    | -    | -    | -    | -    | -    | 4    | -    | -    | -    | сход | -    | -    |

## Личная жизнь
Иван Бассо познакомился со своей будущей супругой Микаэлой Береттой в солярии. Спустя 2 месяца он сделал ей предложение, и вскоре, 28 января 2001 года, пара зарегистрировала отношения. В семье родились трое детей: дочь Домичилла (04.02.2003) и сыновья Сантьяго (26.05.2006) и Леванте (13.01.2011). Младшая сестра Ивана — Элиза, замужем за итальянским велогонщиком Эдди Маццолени.
В июле 2015 года перенёс операцию по удалению раковой опухоли.